# Dayton, Ohio
Dayton je grad u američkoj saveznoj državi Ohio. Godine 2007. imao je 155.461 stanovnika, čime je bio šesti grad po brojnosti u saveznoj državi, iza Columbusa, Cincinnatija, Clevelanda, Toleda i Akrona. Šire gradsko područje ima oko 830.000 stanovnika.
Dayton se nalazi u jugozapadnom dijelu Ohija, oko 80 km sjeveroistočno od Cincinnatija i oko 50 km istočno od granice s Indianom. Osnovan je 1796. godine. Poznat je kao grad u kojem su živjela braća Wright, pioniri zrakoplovstva.
Oko trinaest kilometara sjeveroistočno od centra grada nalazi se zrakoplovna baza Wright-Patterson, mjesto gdje su u studenom 1995. vođeni pregovori između zaraćenih strana u Bosni i Hercegovini, koji su urodili Daytonskim mirovnim sporazumom. Dayton je grad-prijatelj Sarajeva.

## Gradovi prijatelji
- Sarajevo, Bosna i Hercegovina
- Holon, Izrael
- Oiso, Kanagawa, Japan
- Monrovia, Liberija
- Augsburg, Njemačka

## Vanjske poveznice
- Službena stranica (engl.)

|  | Zajednički poslužitelj ima još gradiva o temi Dayton, Ohio |
|  | Wikizvor ima izvorni tekst Dayton, Ohio                    |
|  | Wikizvor ima izvorna djela autora: Dayton, Ohio            |
|  | Wječnik ima rječničku natuknicu Dayton, Ohio               |
|  | Wikiknjige imaju gradivo o temi Dayton, Ohio               |